# Лыкшево
Лыкшево — деревня в Можайском районе Московской области в составе Порецкого сельского поселения. На 2010 год, по данным Всероссийской переписи 2010 года, постоянного населения не зафиксировано. До 2006 года Лыкшево входило в состав Синичинского сельского округа.
Деревня расположена на западе района, примерно в 6 км к северу от Уваровки, на левом берегу реки Лусянка (приток Москва-реки), высота центра над уровнем моря 232 м. Ближайшие населённые пункты — посёлок центральной усадьбы совхоза «Синичино» на севере, Каменка на востоке и Рогачёво на юго-востоке.